# Nenn es nicht Mystery
Nenn es nicht Mystery (jap. ミステリと言う勿れ Misuteri to Iu Nakare) ist eine Mangaserie von Yumi Tamura, die seit 2017 erscheint und mehrfach verfilmt wurde. Sie ist in Japan kommerziell erfolgreich und wurde in mehrere Sprachen übersetzt, darunter ins Deutsche.

## Inhalt
Der Student Totonō Kunō wird verdächtigt, den Mord an einem Kommilitonen Ken Sagae begangen zu haben. Er wird von der Polizei befragt, da Totonos Küchenmesser die Mordwaffe ist und sich beide kurz zuvor gestritten hätten. Totonō vermutet, dass jemand den Verdacht auf ihn lenken will. Aber mit seinem außergewöhnlichen Intellekt kann der exzentrische Jugendliche die Polizisten bald von seiner Unschuld überzeugen und Spuren ausfindig machen, die zum wahren Täter führen. Dabei durchschaut er nebenbei auch die Probleme der Beamten, über die sie sich nebenbei unterhalten, und kann ihnen dabei helfen. Auf diese Weise eckt er aber auch an, wie es ihm auch sonst oft geschieht. Und er fällt einigen Polizisten auf, die ihn auch später wieder zu Rate ziehen. So wird Totonō in einen viel komplexeren Fall hineingezogen.

## Veröffentlichungen
Der Manga erscheint seit November 2017 im Gekkan Flowers. Am 28. November 2016 erschien in dem Magazin bereits ein erstes Kapitel als Kurzgeschichte. Seit Januar 2018 wird die Serie vom Verlag Shogakukan auch in Sammelbänden herausgegeben. Von diesen sind bisher 15 erschienen (Stand: März 2025). Bereits der erste dieser Bände landete mit über 36.000 Verkäufen in den Manga-Verkaufscharts. Im Halbjahr 2022/2023 stand der 12. Band schließlich auf Platz 17. der meistverkauften Bände in Japan mit 435.000 verkauften Exemplaren. Der 13. Band hatte eine Startauflage von 450.000 und stand damit auf Platz 3 unter den Titeln von Shogakukan. 2022 wurde die Serie mit dem Shōgakukan-Manga-Preis in der allgemeinen Kategorie ausgezeichnet. Eine deutsche Übersetzung von Tony Toshimitsu Tran wird seit April 2024 in bisher sechs Bänden von Tokyopop herausgegeben (Stand April 2025). Auf Englisch erscheint der Manga bei Seven Seas Entertainment und auf Italienisch bei J-Pop.
Unter der Regie von Hiraoki Matsuyama, Shunsuke Shinada, Hideyuki Aizawa und Hiroyuki Abe entstand eine Adaption als Dorama. Tomoko Aizawa schrieb die Drehbücher. Die Hauptrolle Totonō Kunō übernahm Masaki Suda. Die zwölf Folgen liefen vom 10. Januar 2022 bis 28. März 2022 bei Fuji TV. Im Jahr darauf folgte ein Kinofilm, bei dem Hiroaki Matsuyama Regie führte und erneut Aizawa das Drehbuch schrieb. Der Film kam am 15. September 2023 in die Kinos und verkaufte über 3 Millionen Tickets. Bereits am 9. September kam eine Neuauflage der ersten Folge der Fernsehserie heraus. Diese enthält zusätzliche Szenen zur ursprünglichen Fassung.